# سرزمین آلبرت یکم

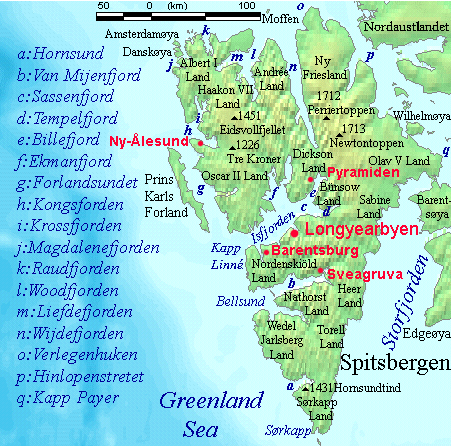
سرزمین آلبرت یکم در گوشه شمال‌غربی اسپیتس‌برگن قرار دارد.

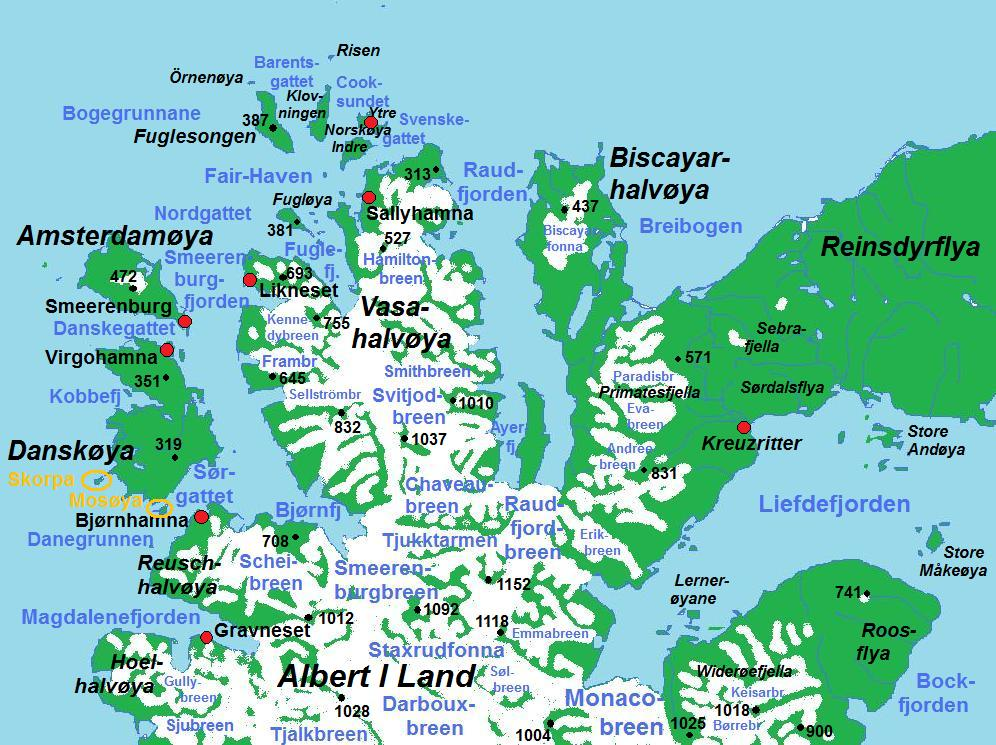
نقشه بخش شمالی سرزمین آلبرت یکم.

سرزمین آلبرت یکم (انگلیسی: Albert I Land) منطقه‌ای در بخش شمال‌غربی اسپیتس‌برگن واقع در مجمع‌الجزایر سوالبار نروژ است که سرزمین هاکون هفتم آن را از جنوب‌شرقی محدود کرده است. این سرزمین بخشی از اسپیتس‌برگن است که نخستین بار توسط ویلم بارنتز در سال 1596دیده شد. این منطقه در حال حاضر غیرمسکونی است و چندین نام جغرافیایی در آن، بازمانده دوره شکار نهنگ در قرن ۱۷ میلادی است.
سرزمین آلبرت یکم به نام آلبرت یکم شاهزاده موناکو و به افتخار سفر اکتشافی وی در اسپیتس‌برگن و به‌ویژه این سرزمین در سال‌های ۱۸۹۸ تا ۱۹۰۷ نام‌گذاری شده است.